# Paraformaldeído
Paraformaldeído (PFA) é o menor polioximetileno, o produto de polimerização do formaldeído com um típico grau de polimerização de 8–100 unidades. Paraformaldeído tem comumente um ligeiro odor de formol devido a decomposição. Paraformaldeído é um poli-acetal. 

## Síntese
Paraformaldeído forma-se lentamente em soluções aquosas de formaldeído como um precipitado branco, especialmente se estocado no frio. 